# Hume (Nueva York)
Hume es un pueblo ubicado en el condado de Allegany en el estado estadounidense de Nueva York. En el año 2000 tenía una población de 1.987 habitantes y una densidad poblacional de 20.2 personas por km².

## Geografía
Hume se encuentra ubicado en las coordenadas 42°29′0″N 78°7′15″O / 42.48333, -78.12083.

## Demografía
Según la Oficina del Censo en 2000 los ingresos medios por hogar en la localidad eran de $32,128, y los ingresos medios por familia eran $37,366. Los hombres tenían unos ingresos medios de $27,976 frente a los $19,479 para las mujeres. La renta per cápita para la localidad era de $14,907. Alrededor del 17.2% de la población estaban por debajo del umbral de pobreza.